# Rail of the Star
Rail of the Star (お星さまのレール O-Hoshisama no Rail?), es una película de anime basada en la novela homónima autobiográfica de Chitose Kobayashi, producida con motivo del trigésimo aniversario del Japanese Movie Center.
Narra las vicisitudes sufridas por la familia Kobayashi tras el conflicto armado de la Segunda Guerra Mundial, enfocadas según la visión de Chitose en esa época.
Fue producida por TV Tokyo, animada por Madhouse y dirigida por Toshio Hirata; su estreno en Japón fue el 10 de julio de 1993.

## Argumento
Chitose Kobayashi, una niña japonesa de 7 años, criada en la parte de Corea ocupada por Japón durante la Segunda Guerra Mundial, ignoraba por completo lo que significaba estar en guerra, pero por desgracia no tardó en descubrir que ésta afectaba tanto a los soldados que luchan en el frente de la montaña como a los civiles que viven alejados del campo de batalla.
La Segunda Guerra Mundial empieza para ella el día en que su padre recibe una carta que lo obligaba a alistarse en el ejército y partir hacia el frente.
Posteriormente, ocurren una serie de eventos devastadores que marcan su infancia. Miko, la hermana menor de Chitose fallece víctima del tifus; Ohana, su sirvienta y amiga es despedida tras cometer una imprudencia y Japón se rinde ante los aliados.
A la vuelta de su padre, ya en tiempos de paz, los rusos invaden Corea del Norte y la familia entera se ve forzada a dejar dicho país. Tras desenterrar las cenizas de Miko deben subir a un tren que les llevará más al sur del paralelo 38, donde se encuentran los norteamericanos. Sin embargo, se ven obligados a abandonarlo a mitad del camino para huir de una inspección de los norcoreanos. Otro de los contratiempos con los que han de enfrentarse es la desorientación al andar por caminos desconocidos, lo cual provoca que se desplacen en círculos durante toda la jornada, pero logran guiarse siguiendo el mapa que dibujan las estrellas en el firmamento. A medida que avanzan, las dificultades irán incrementándose hasta llegar a un desenlace emotivo.

## Difusión
En Japón, la película fue estrenada en cines el 14 de diciembre de 1991. La distribución estuvo a cargo de la productora Toei Company, lo que permitió que la película llegara a un público más amplio en el país. Posteriormente, también fue transmitida en la televisión japonesa a través de diversos canales, lo que contribuyó a su popularización dentro del mercado local.
En cuanto a las transmisiones internacionales, fue licenciada en Norteamérica y el Reino Unido por ADV Films. Además, fue presentada por el canal Locomotion en 2001, tanto en América Latina como en Portugal y España, en su versión subtitulada. Para Latinoamérica, la distribución estuvo a cargo de la distribuidora Xystus.

## Reparto de voces
- Yoshino Takamori como Chitose Kobayashi (Chiko)
- Chika Sakamoto como Michiyo Kobayashi (Miko)
- Hideyuki Tanaka como Kazuhiko Kobayashi
- Keiko Han como Masuko Kobayashi
- Kenichi Ogata como Takeshi
- Reiko Suzuki como Shigeko
- Tomoko Maruo como Ohana
- Yuka Ohno como Yōko
- Chafurin como Jefe de la aldea
- Chika Sakamoto como Miko Kobayashi
- Eiji Itô como Personal de la estación
- Hideyuki Umezu como Hayashi
- Issei Miyazaki como Yong-Il
- Johnny Nomura como Oficial
- Junji Kitajima como Guía
- Keiko Han como Mamá de Chiko
- Kouji Ishii como Narrador
- Michiko Neya como Hatsue
- Shinpachi Tsuji como Sano
- Yuuko Sumitomo como Yukiko